# Helen Fielding
Helen Fielding (Morley, 19 de fevereiro de 1958) é uma jornalista, romancista e roteirista britânica, mais conhecida por ser a criadora da personagem Bridget Jones. Esse projeto se transformou em um sucesso inesperado, resultando em quatro livros e quatro filmes sobre a personagem. O livro O Diário de Bridget Jones (1996) e O novo diário de Bridget Jones (1999) foram publicados em mais de 40 países e venderam mais de 15 milhões de cópias.
Os filmes baseados na série, O Diário de Bridget Jones (2001), Bridget Jones: No Limite da Razão (2004), O Bebê de Bridget Jones (2016) e Bridget Jones: Louca pelo Garoto (2025) tiveram grande sucesso nas bilheteiras internacionais.
O livro Bridget Jones: Mad About the Boy (2013) que aborda a vida de Bridget como uma mãe viúva de dois filhos pequenos, ficou em primeiro lugar na lista dos mais vendidos do The Sunday Times por seis meses consecutivos.
Em uma pesquisa de 2004 para a BBC, Fielding foi nomeada a 29ª pessoa mais influente na cultura britânica. Em dezembro de 2016, o Woman's Hour da BBC incluiu Bridget Jones como uma das sete mulheres que mais influenciaram a cultura feminina britânica nas últimas sete décadas. Bridget foi a única mulher incluída que não era realmente uma pessoa da vida real.

## Biografia
Helen Fielding cresceu em Morley, Yorkshire, onde seu pai dirigia uma fábrica têxtil. Após estudar em Wakefield e Oxford, começou a trabalhar na BBC em 1979, progredindo para produção e direção, inclusive em eventos como o lançamento do Comic Relief no Sudão. Em 1989, pesquisou sobre a guerra no Sudão do Sul, experiência que inspirou seu primeiro romance. De 1990 a 1999, trabalhou como jornalista e colunista, sendo mais conhecida pela coluna Bridget Jones's Diary no The Independent, que se tornou um sucesso literário e cinematográfico, com Fielding participando dos roteiros das adaptações.

## Bridget Jones

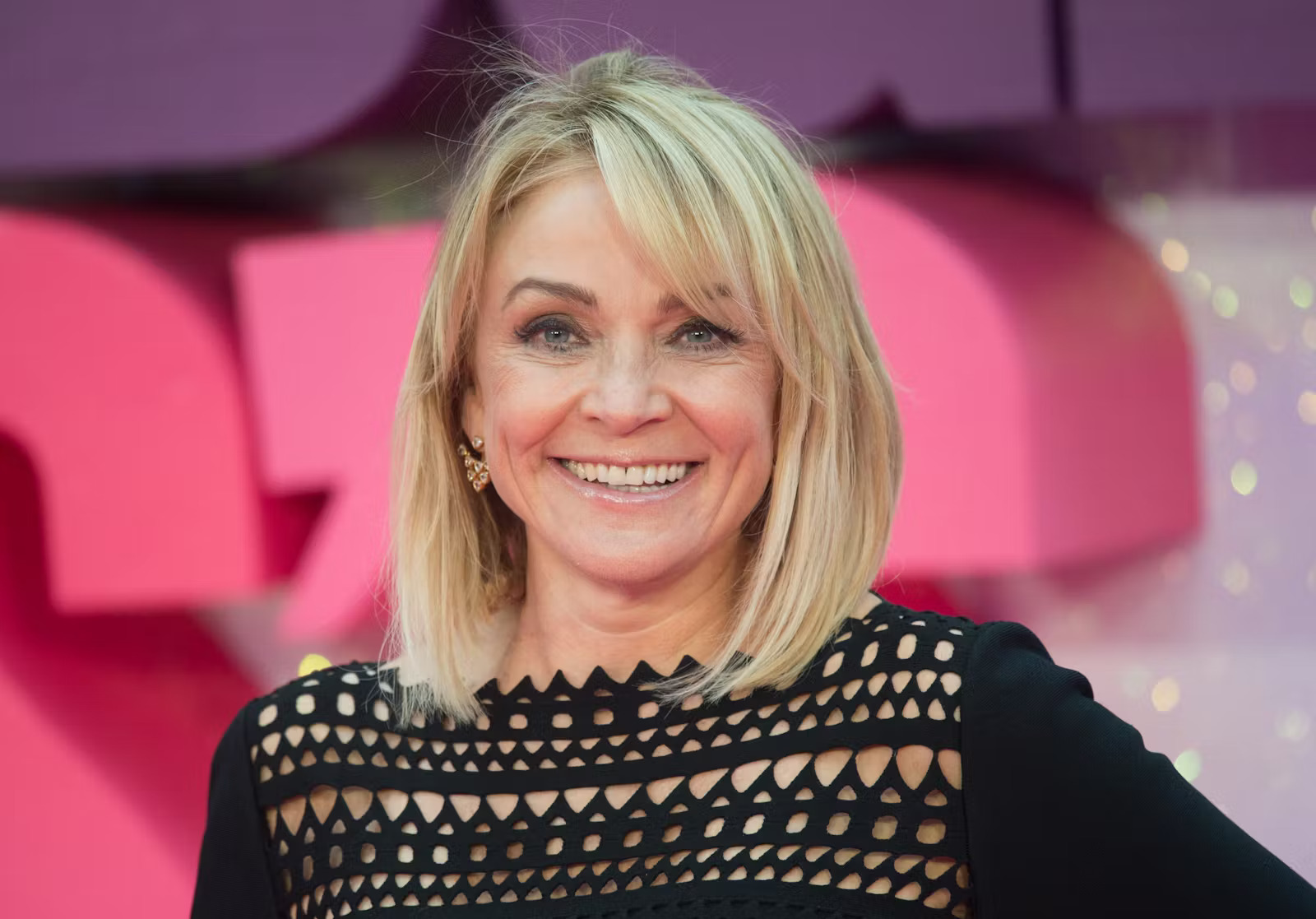
Helen Fielding em 2025.

O primeiro romance de Helen Fielding, Cause Celeb (1994), recebeu boas críticas, mas vendeu pouco. Enquanto trabalhava em outro livro, foi convidada pelo The Independent para escrever uma coluna sobre a vida de solteira em Londres. Fielding recusou inicialmente, mas propôs criar uma personagem fictícia e exagerada.
Escrevendo anonimamente como Bridget Jones, ela abordou as preocupações de mulheres solteiras na casa dos trinta, ganhando popularidade rapidamente. Sua identidade foi revelada e ela transformou a coluna no romance O Diário de Bridget Jones (1996). Inicialmente com vendas modestas, o livro se tornou um best-seller mundial.
Fielding continuou a coluna no The Independent e depois no The Daily Telegraph até 1997, publicando a sequência Bridget Jones: No Limite da Razão (1999). Os filmes baseados nos livros foram lançados em 2001 e 2004. Em 2012, ela anunciou um terceiro livro, Bridget Jones: Louca pelo Garoto (2013), que também foi um sucesso de vendas e crítica, sendo traduzido para diversos idiomas.
Os filmes da franquia "Bridget Jones" arrecadaram mais de 750 milhões de dólares. Fielding escreveu os roteiros de O Diário de Bridget Jones, O Bebê de Bridget Jones e Bridget Jones: Louca pelo Garoto, com colaboração de outros roteiristas no primeiro filme.

## Vida pessoal e honras
Fielding divide seu tempo entre Londres e Los Angeles. Ela e Kevin Curran, um escritor e produtor executivo de Os Simpsons, começaram um relacionamento em 2000 e tiveram dois filhos: Dashiell, nascido em fevereiro de 2004, e Romy, nascido em julho de 2006. Curran morreu de complicações de câncer em 25 de outubro de 2016. 
Fielding foi uma dos vinte autores que o The Sunday Times listou como 500 mais influentes da Grã-Bretanha e também foi destaque no London Evening Standard fazendo parte da lista das 1000 pessoas mais influentes de Londres em 2014.

## Prêmios e indicações
- 1997: Livro Britânico do Ano
- 2002: Nomeação do Writers Guild of America, Melhor Roteiro
- 2002: Nomeação BAFTA Awards, Melhor Roteiro
- 2002: Prêmio Evening Standard de Melhor Roteiro
- 2013: Prêmio Bollinger Everyman Wodehouse, Ficção em Quadrinhos
- 2013: Nomeação para o National Book Award, Melhor Ficção Popular
- 2016: Prêmio Peter Sellers de Comédia
- 2016: Doutorado Honorário em Literatura, Universidade de York
- 2017: Prêmio Bollinger Everyman Wodehouse por Bridget Jones's Baby: The Diaries, História em Quadrinhos do Ano

## Adaptações para o cinema
- O Diário de Bridget Jones (2001). Estrelado por Renée Zellweger, Hugh Grant, Colin Firth. Escrito por Richard Curtis, Andrew Davies, Helen Fielding. Dirigido por Sharon Maguire. Produzido pela Working Title Films.
- Bridget Jones: No Limite da Razão (2004). Estrelado por Renée Zellweger, Hugh Grant, Colin Firth. Escrito por Adam Brooks, de Richard Curtis, Andrew Davies, Helen Fielding. Dirigido por Beeban Kidron. Produzido pela Working Title Films.
- O Bebê de Bridget Jones (2016). Estrelado por Renee Zellweger, Colin Firth, Patrick Dempsey. Escrito por Helen Fielding, Emma Thompson, Dan Mazer, Dirigido por Sharon Maguire. Produzido pela Working Title Films.
- Bridget Jones: Louca pelo Garoto (2025). Estrelando Renée Zellweger, Chiwetel Ejiofor, Leo Woodall, Colin Firth, Hugh Grant. Escrito por Helen Fielding, Dan Mazer, Abi Morgan. Dirigido por Michael Morris. Produzido pela Working Title Films.